# 劉楊
劉 楊（りゅう よう、? - 26年）は、中国の前漢時代末期から後漢時代初期にかけての武将・政治家。真定王。新末後漢初の群雄の一人で、景帝から七世の孫にあたる宗室の身分である。父は真定共王劉普。弟は臨邑侯劉譲。従兄は劉紺。子は劉得。また、後の光武帝（劉秀）の皇后である郭聖通は劉楊の姪、光武帝配下の将軍耿純は甥（姉妹の子）である。
なお、『漢書』諸侯王表第二、『後漢書』光武帝紀は、「劉楊」と表記しているが、『後漢書』劉植伝・耿純伝は「劉揚」と表記している。本記事では、両書で採用されている「劉楊」を便宜的にとるが、どちらが正しいかは不明である。

## 事跡
| 姓名           | 劉楊または劉揚                                                                    |
| 時代           | 前漢時代 - 後漢時代                                                               |
| 生没年         | 生年不詳 - 26年（建武2年）                                                        |
| 字・別号       | 〔不詳〕                                                                          |
| 本貫・出身地等 | 〔不詳〕                                                                          |
| 職官           | 〔不詳〕                                                                          |
| 爵位・号等     | 真定王〔前漢〕→真定公〔新〕 →真定王〔後漢〕                                       |
| 陣営・所属等   | 哀帝→平帝→孺子嬰→王莽 →王郎→劉秀（光武帝）                                        |
| 家族・一族     | 父：真定共王劉普 弟：臨邑侯劉譲 従兄：劉紺 子：劉得 一族:郭聖通〔姪〕、耿純〔甥〕 |

### 初期の事跡
綏和2年（紀元前7年）、死去した父の真定共王劉普の後を継ぎ、劉楊は真定王となる。16年後の始建国元年（9年）に王莽が新を建国すると、劉楊は真定公に降格され、始建国2年（10年）に公からも廃された。
更始元年（23年）12月、河北で王郎が天子を称すると、劉楊は劉林と共に王郎に与し、十数万の軍勢を集めた。この時、河北平定に来ていた劉秀が、配下の驍騎将軍劉植に劉楊を説得させると、劉楊は劉秀に投降した。
その後、劉秀が真定に留まると、劉楊の姪の郭聖通を娶り、劉楊との関係を強化した。劉楊は、劉秀配下の諸将と郭氏が居住する漆里の邸宅で酒を酌み交わし、筑を弾いて楽しんだ。そして劉楊も王郎討伐のための邯鄲への進軍に加わり、王郎は劉秀により滅ぼされた。劉秀が光武帝として即位した頃に、劉楊は真定王に復帰したと見られる。

### 謀反により誅殺
しかし劉楊は、真定王の地位だけでは物足りず、皇帝の地位を望んだようである。劉楊は「赤九之後、癭楊為主（火徳の九代目の後に、首筋に瘤ある揚が主となる）」との讖記（予言書）を捏造して、衆を惑わし、綿曼（真定国）の賊と連絡をとった。建武2年（26年）春、光武帝は騎都尉陳副・游撃将軍鄧隆を派遣して劉楊を召還しようとしたが、劉楊は城門を閉ざして陳副らを入れようとしなかった。
そこで、光武帝は劉楊の外甥である前将軍耿純に符節を持たせて派遣し、幽州・冀州に大赦令を布告させ、王侯を慰労する傍ら、「劉楊と会うことがあれば、これを生け捕れ」と秘密裏に命令した。耿純は陳副・鄧隆と元氏で合流してから、真定国に向かい、伝舎に入った。劉楊はやはり病と称して会おうとしなかったが、耿純は外甥であることから、彼にだけは会おうとした。ただし、警戒は怠らず、「会いたければ伝舎に留まれ」と使者を派遣して耿純に告げた。
劉楊は弟の臨邑侯劉譲・従兄の劉紺とともに各々1万人余りの軍勢を擁して現われ、その威勢を恃んだが、耿純は沈着に対応した。まず劉楊が属官だけを連れ、伝舎に入って耿純に面会すると、耿純は恭しい礼で応対する。安堵した劉楊は、劉譲・劉紺らも招き入れる。しかし、劉楊の兄弟たちが入った途端に、耿純は伝舎の門を閉ざし、即座に劉楊以下残らず誅殺してしまった。真定はこれにより、平定されたのである。
ただ光武帝は、劉楊らが実際には謀反を発動しなかったことを憐れむとして、同年5月、劉楊の子の劉得を真定王に復帰させるという寛大な措置をとった。